# Giải Vô địch Cờ tướng quốc gia 2022
Giải Vô địch Cờ tướng quốc gia năm 2022, tên đầy đủ là Giải vô địch cờ tướng quốc gia năm 2022 Cúp Phương Trang, là giải vô địch cờ tướng Việt Nam lần thứ 31 của bảng nam và lần thứ 29 của bảng nữ. Giải đấu do Liên đoàn cờ tướng Việt Nam tổ chức ở thành phố Đà Nẵng từ ngày 19 tháng 2 năm 2022 đến ngày 26 tháng 2 năm 2022.
Giải đấu được chia làm 2 bảng nam và nữ, thi đấu 3 nội dung: cờ tiêu chuẩn, cờ nhanh và cờ chớp. Ở nội dung quan trọng nhất là cờ tiêu chuẩn chức vô địch thuộc về 2 kỳ thủ của đội cờ tướng Thành phố Hồ Chí Minh là Nguyễn Minh Nhật Quang và Nguyễn Hoàng Yến. Đây là chức vô địch quốc gia đầu tiên của Nguyễn Minh Nhật Quang và lần thứ 3 của Nguyễn Hoàng Yến.

## Kết quả

### Cờ tiêu chuẩn
Thể thức 9 ván hệ Thụy Sĩ chọn 2 kỳ thủ dẫn đầu vào chung kết. 
| Hạng | Nam                                            | Nữ                                       |
| ---- | ---------------------------------------------- | ---------------------------------------- |
| Nhất | Nguyễn Minh Nhật Quang (Thành phố Hồ Chí Minh) | Nguyễn Hoàng Yến (Thành phố Hồ Chí Minh) |
| Nhì  | Nguyễn Thành Bảo (Bình Phước)                  | Trần Tuệ Doanh (Thành phố Hồ Chí Minh)   |
| Ba   | Tôn Thất Nhật Tân (Đà Nẵng)                    | Hồ Thị Thanh Hồng (Bình Định)            |

### Cờ nhanh
| Hạng | Nam                                 | Nữ                                        |
| ---- | ----------------------------------- | ----------------------------------------- |
| Nhất | Lại Lý Huynh (Bình Dương)           | Đàm Thị Thùy Dung (Thành phố Hồ Chí Minh) |
| Nhì  | Vũ Quốc Đạt (Thành phố Hồ Chí Minh) | Hồ Thị Thanh Hồng (Bình Định)             |
| Ba   | Nguyễn Thành Bảo (Bình Phước)       | Đinh Thị Quỳnh Anh (Quảng Ninh)           |

### Cờ chớp
| Hạng | Nam                                            | Nữ                                        |
| ---- | ---------------------------------------------- | ----------------------------------------- |
| Nhất | Hà Văn Tiến (Bình Phước)                       | Đàm Thị Thùy Dung (Thành phố Hồ Chí Minh) |
| Nhì  | Vũ Quốc Đạt (Thành phố Hồ Chí Minh)            | Lê Thị Kim Loan (Hà Nội)                  |
| Ba   | Nguyễn Minh Nhật Quang (Thành phố Hồ Chí Minh) | Trần Thị Bích Hằng (Bình Định)            |